# Услуга екосистема
Појам услуга екосистема подразумева оне врсте услуга које природа пружа бесплатно, а човек их користи. Примери таквих услуга су опрашивање биљних цветова од стране инсеката, природно филтрирања атмосферских вода, доступност риба у воденим екосистемима.

## Врсте услуга екосистема
Према Миленијумској процени екосистема, услуге екосистема могу се поделити у четири врсте:
- Услуге које су слободно доступне
  - храна, вода, дрво, влакна, генетски ресурси
- Услуге на које се може (делимично) утицати
  - регулација климе, поплаве, болести, квалитет воде, одлагање отпада
- Културулошке услуге
  - одмор, естетско уживање, духовно испуњење
- Услуге подршке
  - формирање тла, опрашивање, циркулација хранљивих састојака

## Значење за људе
Живот људи без ових услуга не би био могућ. Ипак, постоје стални покушаји да се ове услуге изразе у новчаном износу, што указује на димензије човекове зависности од природе . Поред тога, на овај начин се може приказати однос између стварно непроцењиве услуге животне средине и материјалних добара делимично добијених уништавањем животне средине. Због тога не треба занемарити монетарну процену услуга екосистема, јер су многе од њих незаменљиве. Навођење новчане вредности може се стога сматрати ценом штете, а не ценом која замењује природну услугу екосистема.
Мапирање услуга екосистема и њихово вредновање, омогућава да у процесу у доношење одлука, посебно ако су вођене чисто економском рачуницом, екосистеми постају део економских формула, што омућуава трансформацији ка циркуларној економији и одрживом развоју.